# Harasupia ungula
Harasupia ungula är en insektsart som beskrevs av Nielson 1989. Harasupia ungula ingår i släktet Harasupia och familjen dvärgstritar. Inga underarter finns listade i Catalogue of Life.